# Stargate Universe
 For alternative betydninger, se Stargate. (Se også artikler, som begynder med Stargate)
Stargate Universe er en amerikansk-canadisk science fiction-serie, der er det sidste skud på stammen i Stargate-universet, der begyndte med filmen Stargate i 1994. Serien er på 40 afsnit, fordelt på 2 sæsoner, vist på amerikansk fjernsyn 2009-2011. Det blev besluttet, at indstille serien efter anden sæson.
Stargate Universe tager fra efter Stargate Atlantis, dog med en selvstændig historie i en fjernere del af rummet. Enkelte skuespillere fra tidligere serier har dog medvirket i glimt for at skabe sammenhæng.